# Multigraf
Multigraf, pojam iz teorije grafova. To je onaj graf koji nije jednostavan.